# Turkiet i olympiska vinterspelen 1968
Turkiet deltog med 11 deltagare vid de olympiska vinterspelen 1968 i Grenoble. Ingen av landets deltagare erövrade någon medalj.